# The Bargain (film 1921)
The Bargain è un film muto del 1921 scritto, diretto e interpretato da Henry Edwards

## Trama
Un detenuto viene liberato e prende il posto di un altro che invece viene condannato ed è erede di una fortuna. Il galeotto ricatterà in seguito colui che ha beneficiato della sua fortuna.

## Produzione
Il film fu prodotto dalla Hepworth.

## Distribuzione
Distribuito dalla Hepworth, il film uscì nelle sale cinematografiche britanniche nel novembre 1921.
Si pensa che sia andato distrutto nel 1924 insieme a gran parte degli altri film della Hepworth. Il produttore, in gravissime difficoltà finanziarie, pensò in questo modo di poter almeno recuperare l'argento dal nitrato delle pellicole.